# تانجيلا سميث
تانجيلا سميث (بالإنجليزية: Tangela Smith)‏ مواليد 1 أبريل 1977 في شيكاغو، هي لاعبة كرة سلة أمريكية سابقة. بدأت مسيرتها الاحترافية في سنة 1998. تم اختيارها من قبل فريق ساكرامنتو موناركس خلال الدرافت. اعتزلت اللعب في 2012. فازت بلقب دوري المحترفات.

## المسيرة الاحترافية
لعبت مع ساكرامنتو موناركس من سنة 1998 إلى 2004، ثم لعبت مع شارلوت ستينغ في موسم 2005–2006، ثم لعبت مع فينيكس ميركوري من سنة 2007 إلى 2010، ثم لعبت مع إنديانا فيفر في سنة 2011، ثم لعبت مع سان أنطونيو ستارز في سنة 2012.

## روابط خارجية
- تانجيلا سميث على موقع الاتحاد الوطني لكرة السلة النسائية (الإنجليزية)
- تانجيلا سميث على موقع كرة السلة الأوروبية.كوم (الإنجليزية)
- تانجيلا سميث على موقع كلية كرة السلة في سبورتس رفرنس.كوم (الإنجليزية)
- تانجيلا سميث على موقع بروبوليرز (الإنجليزية)
- تانجيلا سميث على موقع سبورتس رفرنس (الإنجليزية)